# Conor Harte
Conor Harte (* 3. April 1988 in Cork) ist ein irischer Hockeyspieler. Er war mit der irischen Nationalmannschaft Europameisterschaftsdritter 2015.

## Karriere
Conor Harte debütierte 2006 in der Nationalmannschaft und bestritt über 200 Länderspiele. Bei der Europameisterschaft 2011 in Mönchengladbach erreichten die Iren den fünften Platz. 2013 belegten die Iren den sechsten Platz bei der Europameisterschaft im belgischen Boom. Zwei Jahre später bei der Europameisterschaft in London belegten die Iren in der Vorrunde den zweiten Platz hinter der deutschen Mannschaft. Nach einer 0:1-Halbfinalniederlage gegen die Niederländer trafen die Iren im Spiel um Bronze auf die anglische Mannschaft und gewannen mit 4:2. 2016 nahm die irische Mannschaft an den Olympischen Spielen in Rio de Janeiro teil, belegte in der Vorrunde aber lediglich den fünften Platz und schied damit aus. 2017 erreichten die Iren bei der Europameisterschaft in Amsterdam den sechsten Platz. Im Jahr darauf belegten die Iren den 14. Platz bei der Weltmeisterschaft 2018. 2019 wurden die Iren Letzte bei der Europameisterschaft in Amsterdam und stiegen aus der ersten Gruppe ab.
Auf Vereinsebene spielt Conor Harte seit 2021 in Belgien bei den KHC Dragons.
Conor Hartes Zwillingsbruder David Harte ist ebenfalls irischer Hockeynationalspieler. Während der 1,96 m große Conor Verteidiger ist, spielt der 1,95 m große David Harte im Tor.